# Dani Filth
Dani Filth, vlastním jménem Daniel Lloyd Davey (* 25. července 1973 Hertford) je britský skladatel, vokalista a zakládající člen metalové skupiny Cradle of Filth.

## Životopis
Narodil se Susan Jane Mooreové a Lawrencemu Johnu Daveymu 25. července 1973 v Hertfordu jako nejstarší ze čtyř dětí. Mezi první skupiny, v nichž působil, patří The Lemon Grove Kids, Carnival Fruitcake, Feast on Excrement a PDA, jeho oblíbené hudební skupiny jsou např. Destruction, Emperor, Iron Maiden, Judas Priest, Paradise Lost, Sabbat, Slayer, The Misfits a Venom. Ve svých osmnácti letech upřednostnil kariéru muzikanta před novinářem, ale koncem 90. let 20. století psal do časopisu Metal Hammer svoji rubriku pojmenovanou Dani's Inferno. V roce 1991 založil skupinu Cradle of Filth, v níž je od počátku jediným stálým členem. V roce 2000 si zahrál hlavní roli v hororu Cradle of Fear. V současné době[kdy?] žije v Suffolku se svojí manželkou Tony, s níž se oženil 31. října 2005, a se svojí sedmnáctiletou dcerou Lunou. Je vysoký pouze 165 cm.
V roce 2011 se Dani stal zpěvákem groovemetalové skupiny Devilment a nahrál s ní dvě alba:
- The Great and Secret Show (2014)
- Devilment II: The Mephisto Waltzes (2016)

## Diskografie
- The Principle of Evil Made Flesh (1994)
- Dusk... and Her Embrace (1997)
- Cruelty and the Beast (1998)
- Midian (2000)
- Damnation and a Day (2003)
- Nymphetamine (2004)
- Thornography (2006)
- Godspeed On The Devil's Thunder (2008)
- Darkly, Darkly Venus Aversa (2010)
- The Manticore and Other Horrors (2012)
- Hammer of the Witches (2015)
- Cryptoriana – The Seductiveness of Decay (2017)
- Existence Is Futile (2021)